# Теорема Крейна–Рутмана
У функціональному аналізі теорема Крейна–Рутмана є узагальненням теореми Перрона–Фробеніуса для нескінченновимірних банахових просторів. Її було доведено Крейном і Рутманом у 1948 році.

## Формулювання теореми
Нехай {\displaystyle X} — банахів простір, а {\displaystyle K\subset X} — опуклий конус, такий, що {\displaystyle K\cap -K=\{0\}}, а {\displaystyle K-K} є щільним в {\displaystyle X}, тобто замиканням множини {\displaystyle \{u-v\mid u,v\in K\}=X}.
Опуклий конус {\displaystyle K} також відомий як загальний конус.
Нехай {\displaystyle T\colon X\to X} — ненульовий компактний оператор і вважаємо, що він додатний, тобто {\displaystyle T(K)\subset K} і що його спектральний радіус {\displaystyle r(T)} строго більше нуля.
Тоді {\displaystyle r(T)} є власним значенням оператора {\displaystyle T} з додатним власним вектором, що означає, що існує таке {\displaystyle u\in K\setminus \{0\}}, що {\displaystyle T(u)=r(T)u}.

## Теорема де Пагтера
Якщо вважати додатний оператор {\displaystyle T} ідеальним незвідним, а саме таким,
що не існує такого ідеалу {\displaystyle J\neq 0} з простору {\displaystyle X}, що {\displaystyle TJ\subset J}, тоді теорема де Пагтера стверджує, що {\displaystyle r(T)>0}.
Тому для ідеальних незвідних операторів припущення {\displaystyle r(T)>0} не потрібне.

## Див.також
- Компактний оператор
- Спектральна теорема